# Schönfeld, Brandenburg
Schönfeld är en kommun och ort i Landkreis Uckermark i förbundslandet Brandenburg i Tyskland. 
Kommunen ingår i kommunalförbundet Amt Brüssow (Uckermark) tillsammans med kommunerna Brüssow, Carmzow-Wallmow Göritz och Schenkenberg.